# Kraksletta
Kraksletta est une localité du comté de Troms, en Norvège.

## Géographie
Administrativement, Kraksletta fait partie de la kommune de Tromsø.